# 51-я Македонская дивизия
51-я Македонская дивизия НОАЮ (сербохорв. 51. македонска дивизија НОВЈ / 51. makedonska divizija NOVJ, макед. Педесет и прва македонска дивизија на НОВЈ) — военное подразделение НОАЮ, участвовавшее в Народно-освободительной войне Югославии. Участвовала в освобождении Македонии от войск стран «оси».

## История
Дивизия образована 19 октября 1944 в селе Широк-Дол под Берово. В состав бригады вошли 1-я, 20-я и 21-я македонские бригады, а также специально образованная артиллерийская бригада. Численность подразделения изначально — 2476 человек (позднее достигла 6689 человек). Подчинялась Брегальнице-струмицкому армейскому корпусу. Командир — Кирил Михайловский, Народный герой Югославии.
Участвовала в боях за освобождение Македонии на участках Дойран — Валандово — Струмица — Радовиш и Струмица — Ново-Село — болгарская граница. После освобождения Струмицы и Радовиша несла службу на югославско-болгарской границе около Джевджелии. Расформирована в декабре 1944 года.